# Draft de l'NBA del 1964
El Draft de l'NBA de 1964 només va donar un futur membre del Basketball Hall of Fame, escollit en desena posició, Willis Reed.

## Primera ronda
|  | = All-Star     |
|  | = Hall of Fame |

| Posició | Jugador         | Nacionalitat | Equip de l'NBA         | Origen (Universitat/club) |
| ------- | --------------- | ------------ | ---------------------- | ------------------------- |
| 1       | Jim Barnes      | Estats Units | New York Knicks        | Texas Western             |
| 2       | Joe Caldwell    | Estats Units | Detroit Pistons        | Arizona State             |
| 3       | Gary Bradds     | Estats Units | Baltimore Bullets      | Ohio State                |
| 4       | Lucious Jackson | Estats Units | Philadelphia 76ers     | Pan American              |
| 5       | Walt Hazzard    | Estats Units | Los Angeles Lakers     | UCLA                      |
| 6       | Jeff Mullins    | Estats Units | Saint Louis Hawks      | Duke                      |
| 7       | Barry Kramer    | Estats Units | San Francisco Warriors | NYU                       |
| 8       | George Wilson   | Estats Units | Cincinnati Royals      | Cincinnati                |
| 9       | Mel Counts      | Estats Units | Boston Celtics         | Oregon State              |

## Segona ronda
| Posició | Jugador          | Nacionalitat | Equip de l'NBA         | Origen (Universitat/club) |
| ------- | ---------------- | ------------ | ---------------------- | ------------------------- |
| 10      | Willis Reed      | Estats Units | New York Knicks        | Grambling                 |
| 11      | Les Hunter       | Estats Units | Detroit Pistons        | Loyola                    |
| 12      | Paul Silas       | Estats Units | Saint Louis Hawks      | Creighton                 |
| 13      | Ira Harge        | Estats Units | Philadelphia 76ers     | New Mexico                |
| 14      | Cotton Nash      | Estats Units | Los Angeles Lakers     | Kentucky                  |
| 15      | Howard Komives   | Estats Units | New York Knicks        | Bowling Green             |
| 16      | Bud Koper        | Estats Units | San Francisco Warriors | Oklahoma City             |
| 17      | Bill Chmielewski | Estats Units | Cincinnati Royals      | Dayton                    |
| 18      | Ron Bonham       | Estats Units | Boston Celtics         | Cincinnati                |